# Renia decurialis
Renia decurialis är en fjärilsart som beskrevs av Achille Guenée 1854. Renia decurialis ingår i släktet Renia och familjen nattflyn. Inga underarter finns listade.